# Małe rzeczy (album)
Małe rzeczy – album Ireny Jarockiej wydany w 2008 roku. Nagrany jest w stylistyce pop z elementami latino i piosenki francuskiej. Wśród utworów na płycie znajduje się m.in. przebój "Odpływają kawiarenki" w nowej aranżacji. Płyta była nagrywana w kilku studiach: Hazelrigg Brothers Studio, Hochman Studio w Nowym Jorku, Undercarriage Studios w Filadelfii, Izabelin Studio oraz w Hendrix Studio. Płyta nie odniosła sukcesu komercyjnego. Pierwszym singlem promującym płytę był utwór "Małe rzeczy", do którego nakręcono teledysk.

## Lista utworów
1. Nie mijaj życie me (Seweryn Krajewski; Jacek Cygan)
2. Nie odchodź, nie (Ilona Europa, tłum. Edyta Warszawska)
3. Bądź mym aniołem (S.Krajewski; Katarzyna Jamróz)
4. Małe rzeczy (Adam Abramek, Paweł Sot; E.Warszawska)
5. To nie nasz błąd (Ilona Europa)
6. Jeszcze nie raz (Marcin Nierubiec; E.Warszawska)
7. No to co (Mietek Jurecki; Marek Gaszyński)
8. Ty i ja (S.Krajewski; E.Warszawska)
9. Przepraszam Cię (Jarosław Kukulski; E.Warszawska)
10. C'est fini (S.Krajewski; J.Cygan)
11. Taka sama (Andrzej Ellmann; Andrzej Kuryło)
12. Fala (J.Kukulski; J.Cygan)
13. Odpływają kawiarenki (Wojciech Trzciński; Jerzy Kleyny)
14. Jednodniowe obietnice (Andrzej Puczyński; Małgorzata Maliszewska)